# Cotanes del Monte
Cotanes del Monte är en kommun i Spanien.   Den ligger i provinsen Provincia de Zamora och regionen Kastilien och Leon, i den centrala delen av landet, 200 km nordväst om huvudstaden Madrid. Antalet invånare är 124. Arean är 14,0 kvadratkilometer.
Terrängen i Cotanes del Monte är mycket platt.